# Eremobia pallida
Eremobia pallida är en fjärilsart som beskrevs av Wightman 1947. Eremobia pallida ingår i släktet Eremobia och familjen nattflyn. Inga underarter finns listade i Catalogue of Life.